# Молокова (остановочный пункт)
Молокова — остановочный пункт Екатеринбургского региона Свердловской железной дороги на межстанционном перегоне Талый Ключ — Худяково. Расположен в Ирбитском районе Свердловской области, вблизи деревни Молоковой.

## Название
Современное название остановочного пункта связано с его расположением вблизи одноимённой деревни. Данное название присвоено приказом ОАО «РЖД» от 08.09.2022 № 50 и изданным на его основе приказом Росжелдора от 28.09.2022 № 520  в ходе кампании по присвоению наименований безымянным остановочным и раздельным пунктам Свердловской железной дороги (как правило, именуемым по километражу тех или иных железнодорожных веток). Приказ Росжелдора вступил в силу через 14 дней с момента подписания.
Ранее остановочный пункт назывался  166-м километром (166 км) по километражу устье-ахинского направления от станции Шарташ в городе Екатеринбурге.
Мероприятия по переименованию в рамках вышеупомянутой кампании проводились ещё с 2020 года.

## Географическое положение
Остановочный пункт находится на 166-м километре километре железнодорожной ветки Шарташ — Егоршино — Устье-Аха, на перегоне Талый Ключ — Худяково. Железная дорога в данной местности проходит с юго-запада на северо-восток.
Остановочный пункт расположен в западной части Ирбитского района и Ирбитского муниципального образования (границы района и муниципального образования полностью совпадают). Остановочный пункт находится к северо-востоку от областного центра Екатеринбурга, к юго-западу от районного центра Ирбита и приблизительно в 1,7 км к северо-западу от деревни Молоковой. К северо-западу от железной дороги произрастает лес, а к юго-востоку, в сторону деревни, он сменяется полями. По ним от деревни Молоковой к остановочному пункту ведёт полевая дорога.
Остановочный пункт и участок железной дороги в данном месте окружены землями 27-го квартала урочища СПК «Заря» и 28-го квартала урочища СПК «Колос» Зайковского участкового лесничества Ирбитского лесничества.

## Пригородные перевозки
Остановочный пункт находится на однопутном неэлектрифицированном участке Егоршино — Тавда. Здесь останавливаются пригородные поезда, курсирующие на данном участке в обоих направлениях. Со стороны дороги на деревню имеется небольшая пассажирская платформа.

### Электронные ресурсы
1. 1 2 3  Остановочный пункт 166 км. Фотолинии — Railwayz.info. Дата обращения: 29 марта 2023. Архивировано 29 марта 2023 года.
2. 1 2 3  Павел Яблоков. Новые имена транспортных объектов: выбор пассажиров Московского метро и Свердловской железной дороги. tr.ru (26 октября 2022). Архивировано 24 марта 2023 года.
3. ↑  О внесении изменений в перечень железнодорожных станций, открытых для выполнения соответствующих операций, и выполняемых ими операций — Правовые акты Росжелдора. Дата обращения: 29 марта 2023. Архивировано 28 марта 2023 года.
4. 1 2  Данные получены при помощи картографического сервиса Яндекс Карты.
5. ↑  Лесохозяйственный регламент Ирбитского лесничества Свердловской области (недоступная ссылка)